# Дегумниеки
Де́гумниеки (латыш. Degumnieki) — населённый пункт в Мадонском крае Латвии. Административный центр Ошупской волости. Расположен у северо-западного берега озера Лубанс. Расстояние до города Мадона составляет около 41 км.
По данным на 2017 год, в населённом пункте проживало 242 человека. Есть волостная администрация, начальная школа, фельдшерско-акушерский пункт, народный дом, библиотека, магазин, стадион. В 1,5 км к северо-востоку от села находится аэродром.

## История
В советское время населённый пункт был центром Мейранского сельсовета Мадонского района. В селе располагалась центральная усадьба совхоза «Мейраны» (с 1969 года — «Дегумниеки»).